# Málaga (Nuevo México)
Málaga es un lugar designado por el censo ubicado en el condado de Eddy en el estado estadounidense de Nuevo México y homónima de la ciudad mediterránea del sur de España. En el Censo de 2010 tenía una población de 147 habitantes y una densidad poblacional de 19,1 personas por km².

## Geografía
Málaga se encuentra ubicado en las coordenadas 32°13′15″N 104°3′58″O / 32.22083, -104.06611. Según la Oficina del Censo de los Estados Unidos, Málaga tiene una superficie total de 7,7 km², de la cual 7,69 km² corresponden a tierra firme y (0,03%) 0 km² es agua.

## Demografía
Según el censo de 2010, había 147 personas residiendo en Málaga. La densidad de población era de 19,1 hab./km². De los 147 habitantes, Málaga estaba compuesto por el 64,63% blancos, el 0% eran afroamericanos, el 0,68% eran amerindios, el 0% eran asiáticos, el 0% eran isleños del Pacífico, el 33,33% eran de otras razas y el 1,36% pertenecían a dos o más razas. Del total de la población el 77,55% eran hispanos o latinos de cualquier raza.